# Rotundracythere
Rotundracythere is een geslacht van kreeftachtigen uit de klasse van de Ostracoda (mosselkreeftjes).

## Soorten
- Rotundracythere austromarscotiensis Whatley, Moguilevsky, Ramos & Coxill, 1998
- Rotundracythere fragilis McKenzie, Reyment & Reyment, 1991 †
- Rotundracythere gravepuncta (Hornibrook, 1952)
- Rotundracythere inaequa (Hornibrook, 1952)
- Rotundracythere larai Whatley, Moguilevsky, Toy, Chadwick, Ramos, 1997
- Rotundracythere mytila (Hornibrook, 1952)
- Rotundracythere nux Jellinek & Swanson, 2003
- Rotundracythere polonezensis Blaszyk, 1987 †
- Rotundracythere rotunda (Hornibrook, 1952)
- Rotundracythere subovalis (Hornibrook, 1952)